# Парламент Восточного Тимора
Национальный парламент Восточного Тимора (тетум Parlamentu Nasionál, порт. Parlamento Nacional) — законодательный орган Восточного Тимора.
Резиденция находится в Здании национального парламента на Тайвань-стрит в центре города Дили.

## Структура
Национальный парламент однопалатный и состоит из минимум из 52 и максимум из 65 депутатов избираемых на 5 лет путем всеобщего, свободного, прямого, равного, тайного и личного голосования.
Руководит парламентом Председатель (спикер), которого избирают из числа депутатов парламента, с 19 мая 2020 года эту должность занимает Анисето Гутерриш Лопес.
Национальный парламент созывается на 5 сессий длиной 1 год каждая в течение всего срока полномочий. Внеочередную сессию могут созвать Президент, Постоянный комитет парламента или депутатская группа, состоящая из 1/3 депутатов парламента.  Депутаты имеют правовой и имущественный иммунитет, не несут гражданской, уголовной и дисциплинарной ответственности за действия и высказывания, осуществленные при выполнении своих должностных обязанностей.
Национальный парламент может быть распущен Президентом, но не ранее чем через 6 месяцев после его избрания, 6 первых месяцев срока Президента или при военном или чрезвычайном положении (ст.100 Конституции).
Квот для женщин в Национальном парламенте не предусмотрено, по состоянию на 2008 год здесь работали 22 женщины-депутата (25,29 % от общего числа депутатов).

### Председатель
Председатель созывает регулярные заседания парламента (ст.99), состоит в Государственном совете (совещательном органе Президента, ст. 90), приводит к присяге Президента (ст.77). Должность председателя несовместима ни с какими другими постами (ст. 68). В случаях, установленных Конституцией, полномочия Президента передаются Председателю Национального парламента, если это невозможно — его заместителю, при этом его парламентский мандат продлевается на период исполнения обязанностей Президента (ст.84).

## Полномочия
Национальный парламент независим и представляет всех тиморских граждан, наделён функциями законодательного контроля и политической властью для принятия решений (ст. 92), уполномочен принимать законы по вопросам внешней и внутренней политики Восточного Тимора. Национальный парламент в качестве исключительных полномочий имеет право на принятие законов по вопросам границ Восточного Тимора; свободной экономической зоны; национальных символов; гражданства; прав свобод и гарантий; избирательного права и проведения референдума; политики обороны и безопасности; бюджетной системы и др.
Национальный парламент одобряет назначенных Президентом Верховного, Высшего административного, налогового и счётного судов, обсуждает отчёты Правительства, контролирует исполнение государственного бюджета, объявляет амнистии и т. д.
Может делегировать полномочия принятия законов Правительству по строго определённому Конституцией кругу вопросов, при этом принятые Правительством законы не могут применяться более чем один раз и прекращают своё действие по окончании должностного срока Правительства или роспуском парламента (ст.96).
Законопроект принимается простым большинством голосов, за исключением поправок к Конституции, для одобрения которых требуется 2/3 голосов.

## Взаимодействие с другими органами власти
Национальный парламент может инициировать уголовное разбирательство в отношении Президента, данное предложение вносится не менее чем 1/5 членов Парламента и должно быть поддержано 2/3 голосами депутатов, при этой процедуре может быть решён вопрос о снятии иммунитета Президента (ст.79).
В случае отсутствия на территории страны Президент должен обязательно получить согласие Национального парламента, а во время парламентских каникул Постоянного комитета, несоблюдение данного порядка ведёт к увольнению с должности. Для частных визитов не более 15 дней согласия парламента не требуется, но обязательно уведомление Президентом парламента заранее.
При уходе в отставку Президент подаёт заявление Национальному парламенту (ст.81), при этом, а также в случае его смерти или полной потери трудоспособности, его функции временно передаются Председателю Национального парламента.
Совет министров несёт ответственность перед парламентом.